# Aaron Norris

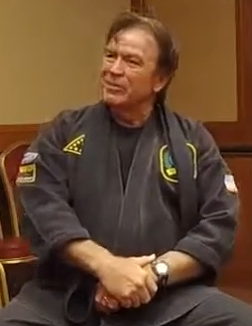
Aaron Norris (2020)

Aaron Norris (* 23. November 1951 in Gardena, Kalifornien, USA) ist ein US-amerikanischer Regisseur, Produzent und ehemaliger Stuntman. In einigen Filmen trat er auch als Schauspieler in Erscheinung.

## Leben
Aaron Norris ist der Sohn von  Ray und Wilma Norris und ein jüngerer Bruder von Chuck Norris. Er diente als Soldat im Vietnam-Krieg. Sein anderer älterer Bruder, Wieland Norris, fiel während seines Dienstes im Vietnam-Krieg.
Seine Karriere im Filmgeschäft begann er als Stuntman 1974 und war seitdem aktiv als Stuntman bei den meisten Filmen seines Bruders. Aktiv war er ebenso bei anderen Filmproduktionen. Zu Beginn der 80er Jahre begann er als Produzent von Filmen seines Bruders zu arbeiten und gab 1988 schließlich sein Debüt als Regisseur mit Braddock – Missing in Action 3, in der Chuck Norris die Hauptrolle spielt. Seitdem hat er u. a. Regie geführt bei sechs seiner anderen Filmen. Er wurde Produzent der berühmten Serie Walker: Texas Ranger, in der Chuck Norris auch die Hauptrolle spielt.
Norris ist seit 1981 verheiratet und ist Vater von drei Kindern.

## Filmografie (Auswahl)

### Als Regisseur
- 1988: Braddock: Missing in Action III
- 1988: Platoon Leader – Der Krieg kennt keine Helden
- 1990: Delta Force 2 – The Columbian Connection
- 1991: Chuck Norris – Hitman
- 1992: Sidekicks
- 1994: Hellbound
- 1995: Top Dog
- 1996: Forrest Warrior
- 2005: Walker, Texas Ranger: Feuertaufe (Walker, Texas Ranger: Trial by Fire)

### Als Produzent
- 1983: McQuade, der Wolf (Lone Wolf McQuade, als associate producer)
- 1996: Ripper Man
- 1996 bis 2001: Walker, Texas Ranger
- 2000: The President’s Man (Fernsehfilm, als ausführender Produzent)
- 2002: McCord – The President´s Man II (The President’s Man: A Line in the Sand; Fernsehfilm, als ausführender Produzent)
- 2005: The Cutter (als ausführender Produzent)